# Holonothrus nortoni
Holonothrus nortoni är en kvalsterart som beskrevs av Ziemowit Olszanowski 1999. Holonothrus nortoni ingår i släktet Holonothrus och familjen Crotoniidae. Inga underarter finns listade i Catalogue of Life.